# MFK Žarnovica
MFK Žarnovica (celým názvem: Mestský futbalový klub Žarnovica) je slovenský fotbalový klub, který sídlí ve městě Žarnovica. Založen byl v roce 1931 pod názvem ŠK Žarnovica. Od sezóny 2014/15 působí ve třetí fotbalové lize, sk. Střed.
Své domácí zápasy odehrává na stadionu MFK Žarnovica s kapacitou 15 000 diváků.

## Historické názvy
Zdroj: 
- 1931 – ŠK Žarnovica (Športový klub Žarnovica)
- 1941 – RTJ Žarnovica (Robotnícka telocvičná jednota Žarnovica)
- 1953 – DŠO Tatran Žarnovica (Dobrovoľná športová organizácia Tatran Žarnovica)
- TJ Tatran Preglejka Žarnovica (Telovýchovná jednota Tatran Preglejka Žarnovica)
- TJ Preglejka Žarnovica (Telovýchovná jednota Preglejka Žarnovica)
- FK Preglejka Žarnovica (Futbalový klub Preglejka Žarnovica)
- FK Žarnovica (Futbalový klub Žarnovica)
- MFK Žarnovica (Mestský futbalový klub Žarnovica)

## Umístění v jednotlivých sezonách
Stručný přehled
Zdroj: 
- 1964–1967: I. A trieda SsFZ – sk. B
- 1971–1972: Krajský přebor – sk. Střed
- 1972–1974: I. A trieda SsFZ – sk. A
- 1974–1976: Krajský přebor – sk. Střed
- 1976–1980: I. A trieda SsFZ – sk. B
- 1983–1987: Divize – sk. Střed „B“
- 1987–1990: I. A trieda SsFZ – sk. B
- 2012–2014: 5. liga SsFZ – sk. Jih
- 2014–: 3. liga – sk. Střed

Jednotlivé ročníky
Zdroj: 
Legenda: Z – zápasy, V – výhry, R – remízy, P – porážky, VG – vstřelené góly, OG – obdržené góly, +/− – rozdíl skóre, B – body, červené podbarvení – sestup, zelené podbarvení – postup, fialové podbarvení – reorganizace, změna skupiny či soutěže
| Československo (1964–1993) |                            |        |    |    |   |    |    |    |     |    |        |
| Sezóny                     | Liga                       | Úroveň | Z  | V  | R | P  | VG | OG | +/− | B  | Pozice |
| 1964/65                    | I. A trieda SsFZ – sk. B   | 4      | 26 | 10 | 6 | 10 | 49 | 50 | −1  | 26 | 7.     |
| 1965/66                    | I. A trieda SsFZ – sk. B   | 5      | …  | …  | … | …  | …  | …  | …   | …  |        |
| 1966/67                    | I. A trieda SsFZ – sk. B   | 5      | 26 | 10 | 6 | 10 | 35 | 38 | −3  | 26 | 5.     |
| …                          |                            |        |    |    |   |    |    |    |     |    |        |
| 1971/72                    | Krajský přebor – sk. Střed | 5      | …  | …  | … | …  | …  | …  | …   | …  |        |
| 1972/73                    | I. A trieda SsFZ – sk. A   | 6      | …  | …  | … | …  | …  | …  | …   | …  |        |
| 1973/74                    | I. A trieda SsFZ – sk. A   | 6      | …  | …  | … | …  | …  | …  | …   | …  |        |
| 1974/75                    | Krajský přebor – sk. Střed | 5      | 26 | 10 | 7 | 9  | 29 | 40 | −11 | 27 | 9.     |
| 1975/76                    | Krajský přebor – sk. Střed | 5      | 28 | 8  | 2 | 18 | 23 | 54 | −31 | 18 | 16.    |
| 1976/77                    | I. A trieda SsFZ – sk. B   | 6      | 25 | 8  | 8 | 9  | 25 | 30 | −5  | 24 | 10.    |
| 1977/78                    | I. A trieda SsFZ – sk. B   | 5      | …  | …  | … | …  | …  | …  | …   | …  |        |
| 1978/79                    | I. A trieda SsFZ – sk. B   | 5      | 26 | 10 | 6 | 10 | 33 | 23 | +10 | 26 | 7.     |
| 1979/80                    | I. A trieda SsFZ – sk. B   | 5      | 26 | 10 | 7 | 9  | 35 | 34 | +1  | 27 | 6.     |
| …                          |                            |        |    |    |   |    |    |    |     |    |        |
| 1983/84                    | Divize – sk. Střed „B“     | 4      | 26 | 10 | 4 | 12 | 42 | 45 | −3  | 24 | 8.     |
| 1984/85                    | Divize – sk. Střed „B“     | 4      | 26 | 8  | 7 | 11 | 34 | 44 | −10 | 23 | 9.     |
| 1985/86                    | Divize – sk. Střed „B“     | 4      | 28 | 7  | 4 | 17 | 25 | 52 | −27 | 18 | 14.    |
| 1986/87                    | Divize – sk. Střed „B“     | 4      | 30 | 8  | 2 | 20 | 25 | 79 | −54 | 18 | 15.    |
| 1987/88                    | I. A trieda SsFZ – sk. B   | 5      | 26 | 11 | 3 | 12 | 42 | 45 | −3  | 25 | 9.     |
| 1988/89                    | I. A trieda SsFZ – sk. B   | 5      | 26 | 11 | 4 | 11 | 38 | 42 | −4  | 26 | 9.     |
| 1989/90                    | I. A trieda SsFZ – sk. B   | 5      | 26 | 9  | 4 | 13 | 31 | 39 | −8  | 22 | 13.    |
| …                          |                            |        |    |    |   |    |    |    |     |    |        |
| Slovensko (1993–)          |                            |        |    |    |   |    |    |    |     |    |        |
| Sezóny                     | Liga                       | Úroveň | Z  | V  | R | P  | VG | OG | +/− | B  | Pozice |
| …                          |                            |        |    |    |   |    |    |    |     |    |        |
| 2012/13                    | 5. liga SsFZ – sk. Jih     | 5      | 26 | 13 | 3 | 10 | 56 | 34 | +22 | 42 | 4.     |
| 2013/14                    | 5. liga SsFZ – sk. Jih     | 5      | 26 | 18 | 3 | 5  | 52 | 26 | +26 | 57 | 1.     |
| 2014/15                    | 3. liga – sk. Střed        | 3      | 28 | 6  | 2 | 20 | 37 | 86 | −49 | 20 | 15.    |
| 2015/16                    | 3. liga – sk. Střed        | 3      | 30 | 19 | 1 | 10 | 61 | 52 | −9  | 58 | 4.     |
| 2016/17                    | 3. liga – sk. Střed        | 3      | 28 | 14 | 5 | 9  | 52 | 43 | +9  | 47 | 5.     |
| 2017/18                    | 3. liga – sk. Střed        | 3      | 30 |    |   |    |    |    |     |    |        |